# Viticoltura in Georgia
La viticoltura in Georgia è una tra le più antiche del mondo. La Georgia è una delle culle della viticoltura mondiale, con una tradizione che risale a più di 8.000 anni fa. La sua posizione geografica, le caratteristiche del terreno e il clima favorevole hanno contribuito a sviluppare una cultura vinicola che è considerata tra le più antiche al mondo.

## Storia
La viticoltura in Georgia ha origini antichissime e affonda le radici in tempi preistorici. Le evidenze archeologiche suggeriscono che la Georgia sia uno dei luoghi in cui la viticoltura ha avuto inizio, con resti di vasi da vino risalenti a circa 8.000 anni fa, rinvenuti in diverse aree del paese. La tradizione vinicola si è sviluppata parallelamente alla cultura della vinificazione, che è sempre stata parte integrante della vita sociale e religiosa del popolo georgiano.
Nel corso dei secoli, i Georgiani hanno sviluppato una varietà unica di tecniche di vinificazione, tra cui l'uso del qvevri, grandi anfore di terracotta che vengono interrate nel terreno per fermentare e conservare il vino, una tradizione che è stata riconosciuta come patrimonio dell'umanità dall'UNESCO. La Georgia è stata un importante punto di passaggio per le rotte commerciali del vino tra Europa e Asia, ed è stata anche influenzata dalle diverse culture che si sono succedute nella regione .

## Clima
Il clima della Georgia è variegato, grazie alla sua posizione tra il Mar Nero e le catene montuose del Caucaso. La parte occidentale del paese, vicino al Mar Nero, presenta un clima temperato umido, che favorisce una viticoltura ricca e rigogliosa. Le zone orientali, invece, sono più asciutte e hanno un clima continentale, che conferisce al vino un carattere più secco e corposo. La combinazione di questi climi differenti permette alla Georgia di produrre una vasta gamma di vini con caratteristiche molto diverse tra loro, da freschi e fruttati a corposi e complessi.
Le condizioni climatiche, insieme alla varietà del suolo e alla presenza di numerosi microclimi, rendono la viticoltura georgiana particolarmente adatta alla coltivazione di molteplici varietà di uve .

## Regioni vitivinicole
La Georgia è divisa in diverse regioni vinicole, ognuna delle quali ha caratteristiche uniche che influenzano la produzione di vino. Tra le principali regioni vitivinicole si trovano:
- Kakheti: Situata nel sud-est del paese, è la regione vinicola più importante e la più grande produttore di vino. Kakheti è famosa per la varietà di uve e per la qualità dei suoi vini. Le sue aree collinari e le valli fertili sono ideali per la viticoltura.
- Imereti: Nella parte centrale della Georgia, questa regione è conosciuta per i suoi vini freschi e fruttati, che vengono prodotti principalmente dalle varietà di uve autoctone.
- Racha-Lechkhumi: Una piccola regione vinicola situata a nord-ovest, famosa per la produzione di vini dolci e semi-dolci a base di uve locali.
- Meskheti: Situata nel sud della Georgia, questa regione è più recente nel panorama vitivinicolo, ma sta guadagnando popolarità per i suoi vini pregiati [3].

## Vitigni

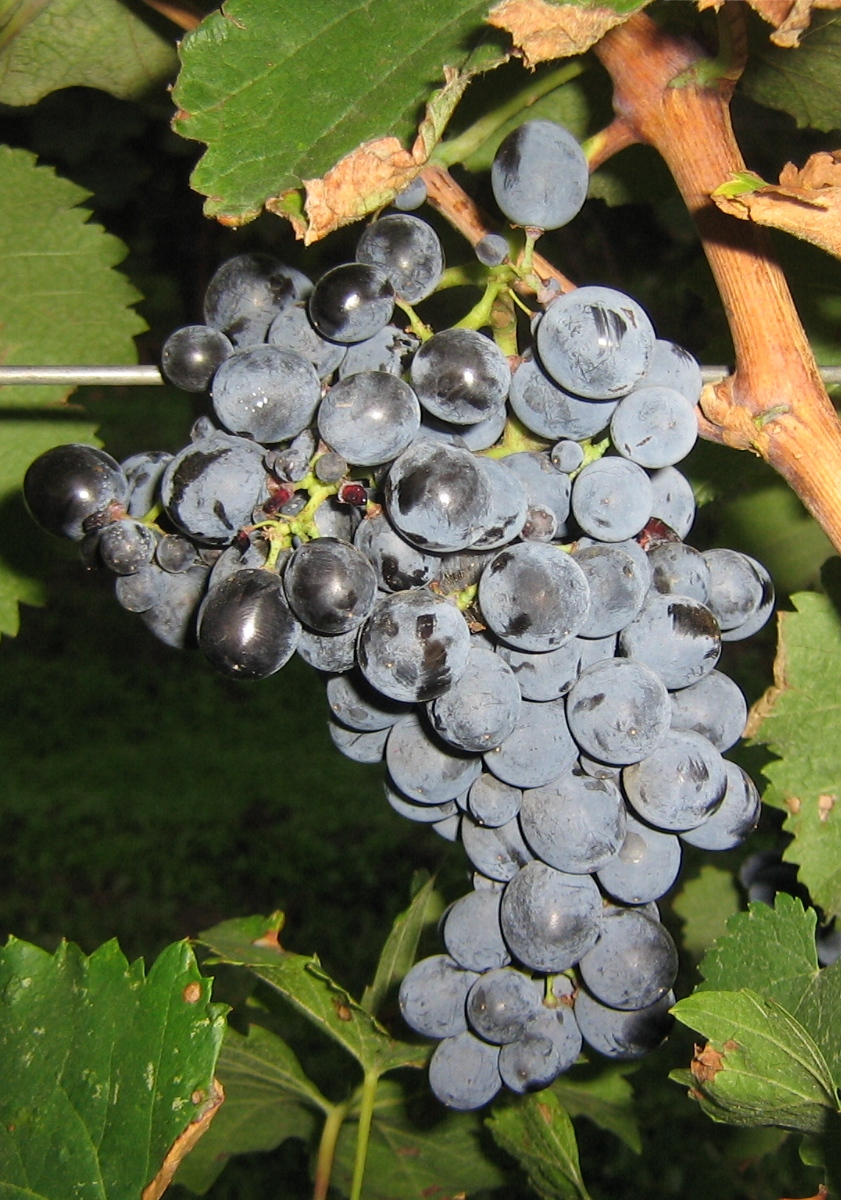
Uva Saperavi

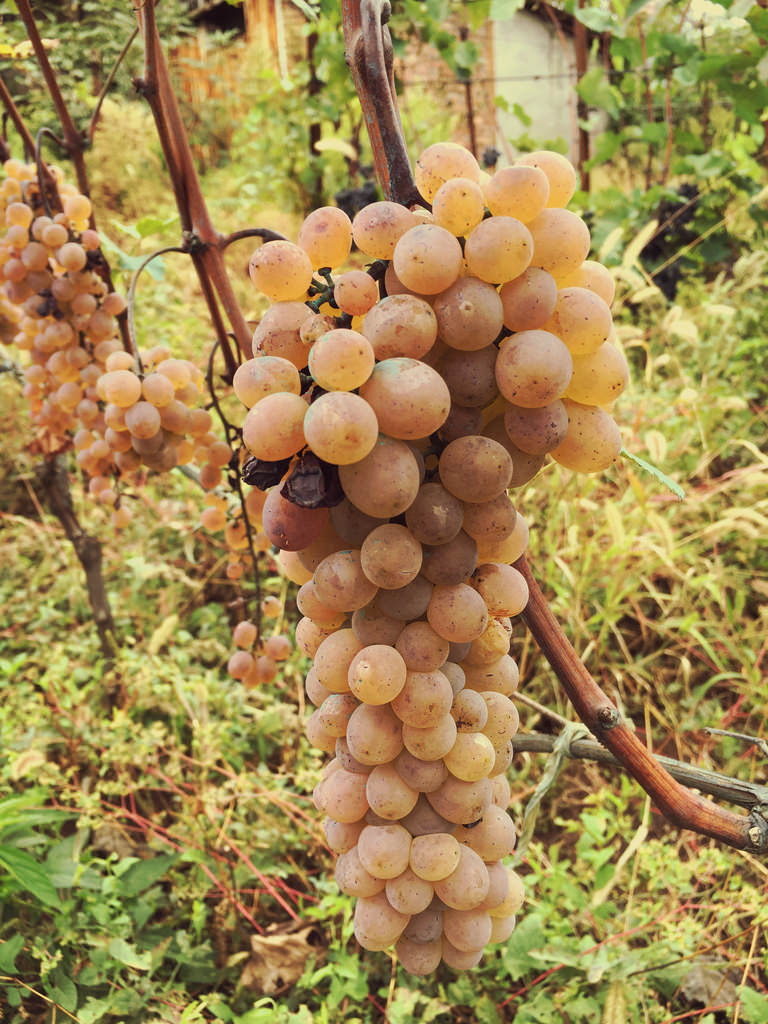
Uva rkats'iteli

La Georgia è famosa per la sua vasta e diversificata gamma di vitigni autoctoni, che costituiscono il cuore della viticoltura del paese. Tra i vitigni più noti vi sono:
- Saperavi: Una delle varietà più iconiche della Georgia, il Saperavi è un vitigno a bacca rossa che produce vini intensi e strutturati, spesso con un buon potenziale di invecchiamento.
- Rkats'iteli: Una varietà a bacca bianca, molto diffusa in Georgia, che dà vini freschi e aromatici, con note di frutta e una buona acidità.
- Mts'vane: Un altro vitigno a bacca bianca, che produce vini fruttati e leggermente più morbidi rispetto al Rkats'iteli.
- Chinuri: Una varietà autoctona che dà vini aromatici, freschi e leggeri, perfetti per essere consumati giovani [4].

Inoltre, la Georgia vanta una lunga lista di vitigni locali meno conosciuti altrettanto pregiati, che contribuiscono alla diversità dei suoi vini.

### Bacca nera
- Aladasturi
- Alexandrouli (Alexandreuli, Alexsandrouli)
- Arabeuli Shavi
- Arabeuli Tsiteli
- Asuretuli Shavi (Shala)
- Berbesho
- Chkhaveri
- Chumuta
- Danakharuli
- Dzvelshava
- Gabekhauri Shavi
- Kachichi
- Kakhis Tsiteli
- Kapistoni Shavi
- Meskhuri Shavi
- Mt'evandidi
- Mujuretuli
- Otskhanuri Sapere
- Ojaleshi è coltivato sui pendii montuosi a strapiombo sulle rive del fiume Tskhenis-Tskali, in particolare nel villaggio di Orbeli e nel distretto di Samegrelo (Georgia occidentale).

Paneshi
- Paneshi
- Saperavi con cui si producono vini rossi consistenti e profondi adatti a un invecchiamento prolungato, fino a cinquanta anni. Saperavi ha il potenziale per produrre alti livelli di alcol ed è ampiamente utilizzato per la miscelazione con altre varietà minori. È il vitigno più importante utilizzato per produrre vini rossi georgiani.
- Skhilatubani
- Shavi adesa
- Shavkapito
- Tamaris Vazi
- Tavk'veri
- Usakhelauri coltivato principalmente presso l'area di Zubi-Okureshi.
- Zakatalis Tsiteli

### Bacca bianca
- Arabeuli Tetri
- Brola
- Budeshuri Tetri
- Buera
- Chinuri (Chinebuli)
- Chvitiluri
- Dondghlabi Tetri
- Gorula
- Ingilouri
- Kakhis Tetri
- Kapistoni Tetri
- Khikhvi is grown in Kardanakhi.
- Krakhuna
- Kundza Tetri
- Melikuda
- Mts'vane viene spesso miscelato con Rkats'iteli per conferire un equilibrio fruttato e aromatico. In lingua georgiana Mts'vane significa verde.
- Mtsvivani k'akhuri
- Mtsvivani Rachuli
- Qisi
- Rkats'iteli è il vitigno più importante utilizzato per produrre vini bianchi georgiani. Viene coltivato anche al di fuori della Georgia nei paesi dell'est e dell'ex Unione Sovietica.
- Sakmiela
- Tsitska
- Tsolikauri
- Tsulukidzis Tetra
- Zakatalis Tetri

## Vini
I vini georgiani sono caratterizzati da un'ampia varietà di stili, grazie alla vasta gamma di vitigni e alle diverse tecniche di vinificazione. I vini rossi, come il Saperavi, sono noti per la loro intensità e la struttura robusta, mentre i bianchi, come il Rkats'iteli e il Mts'vane, sono freschi e aromatici. La Georgia è anche famosa per la produzione di vini dolci e semi-dolci, soprattutto nelle regioni di Racha e Lechkhumi.
La vinificazione in qvevri, tradizionale metodo georgiano, conferisce ai vini un carattere distintivo, con sapori che riflettono le antiche pratiche e la forte connessione tra il vino e il territorio .

### Rossi
- Akhasheni è un vino rosso naturalmente semidolce ottenuto dal vitigno Saperavi coltivato nei vigneti Akhasheni del distretto di Gurdzhaani a Kakheti. Il vino ha un colore melograno scuro ha un gusto vellutato armonico con un sapore di cioccolato. Contiene 10,5-12,0% di alcol, 3-5% di zucchero e ha un'acidità titolata del 5-7%. Il vino è stato prodotto dal 1958. In occasione di fiere internazionali, è stato premiato con 6 medaglie d'oro e 5 d'argento.
- Khvanchkara è un vino rosso di fascia alta, naturalmente semidolce ottenuto dalle varietà di uva Alexandria e Mudzhuretuli coltivate nei vigneti Khvanchkara a Rach'a, Georgia occidentale. Il vino ha un profumo forte e caratteristico e un profilo tannico ben equilibrato con ricordi di lampone. Ha un colore rubino scuro. Il vino Khvanchkara è uno dei vini semidolci georgiani più popolari. Contiene 10,5-12,0% di alcol, 3-5% di zucchero e ha 5,0-7,0% di acidità titolata. Il vino è stato prodotto dal 1907. Ha ricevuto 2 medaglie d'oro e 4 d'argento in varie mostre internazionali.
- Kindzmarauli è un vino semidolce naturale di alta qualità di colore rosso scuro. È ottenuto dal vitigno Saperavi coltivato sulle pendici delle montagne caucasiche nel distretto di Q'vareli di Kakheti. Ha un profumo e un profumo caratteristici, un gusto gentile, armonico e vellutato. Il gusto meraviglioso e le proprietà curative hanno vinto il riconoscimento generale di Kindzmarauli. Il vino contiene 10,5-12,0% di alcol, 3-5% di zucchero e ha 5,0-7,0% di acidità titolata. È stato prodotto dal 1942. Per le sue qualità supreme, Kindzmarauli ha vinto 3 medaglie d'oro, 4 d'argento e 1 di bronzo ai concorsi enologici internazionali.
- Mukuzani è un vino rosso secco prodotto al 100% da Saperavi a Mukuzani, Kakheti. Il vino proviene dai migliori vini dell'annata che sono stati fermentati a temperatura controllata e con ceppi di lieviti selezionati. I vini vengono poi fatti maturare per 3 anni in rovere per conferire al vino complessità e sapore aggiunti. Mukuzani è considerato il migliore dei vini rossi secchi georgiani a base di Saperavi. Ha vinto 9 medaglie d'oro, 2 medaglie d'argento e 3 medaglie di bronzo in concorsi internazionali.
- Napareuli
- Ojaleshi è uno dei migliori vini rossi semi-dolci ottenuti dall'omonimo vitigno coltivato sui pendii delle montagne a strapiombo sulle rive del fiume Tskhenis-Tskali, in particolare nel villaggio di Orbeli e nel distretto di Samegrelo (Georgia occidentale). Odzhaleshi ha un colore rubino scuro, un profumo e un aroma delicati, un gusto ricco e armonioso con un sapore fruttato. Contiene il 10-12% di alcol, 3-5% di zucchero e ha un'acidità titolata del 5-6%.
- Pirosmani è un vino rosso naturalmente amabile. È ottenuto dal vitigno Saperavi coltivato nei vigneti Akhoebi del villaggio di Kardanakhi nella valle di Alazani. Il vino viene fermentato in vasi di argilla interrati nel terreno, antica tecnica di vinificazione kakhetiana. Quando è pronto per l'uso, il vino contiene il 10,5-12% di alcol, 1,5-2,5% di zucchero e ha il 5-7% di acidità titolata.
- Saperavi è un vino rosso ottenuto dal vitigno Saperavi coltivato in alcune zone del Kakheti. È un vino estrattivo con un profumo caratteristico, un gusto armonico e una piacevole astringenza. La sua forza è del 10,5-12,5% e l'acidità titolata del 5-7%. Ai concorsi enologici internazionali, questo vino ha ricevuto una medaglia d'oro e una d'argento. È stato prodotto dal 1886.
- Usakhelauri è un vino naturalmente semidolce, che è superiore a tutti gli altri vini di questo tipo per le sue qualità gentili e sottili. È prodotto dall'eccellente vitigno Usakhelauri coltivato principalmente nel distretto di Zubi-Okureshi nella Georgia occidentale. I vigneti sono disposti sui pendii della montagna. Il vino ha un bel colore rubino, dolcezza armoniosa con un sapore di fragolina di bosco. Si fa notare per un piacevole gusto vellutato, un profumo delicato e una piccantezza inimitabile. Il vino contiene fino al 10,5-12,0% di alcol, 3-5% di zucchero e ha un'acidità titolata del 5-7%. È stato prodotto dal 1943. La parola "Usakhelauri" significa "senza nome" in Georgia. Il vino era così buono che era difficile trovare un nome adeguato per esso. Alle mostre internazionali, Usakhelauri ha ricevuto 2 medaglie d'oro e 3 d'argento.
- Apsny è un vino rosso naturalmente semidolce ottenuto da varietà di uva rossa coltivate in Abkhazia. Il vino di colore melograno ha un profumo gradevole, un gusto pieno e armonico con dolcezza delicata. Quando è pronto per l'uso, il vino contiene il 9-10% di alcol, il 3-5% di zucchero e ha il 5-7% di acidità titolata. In una mostra internazionale, il vino ha ricevuto una medaglia d'argento.
- Lykhny è un vino rosa naturalmente semidolce ottenuto dalla varietà di uva Izabela coltivata in Abkhazia. Il vino ha colore rosa, un profumo specifico e un gusto fresco e armonico. Quando è pronto per l'uso, il vino contiene 8-9% di alcol, 3-5% di zucchero e ha il 5-7% di acidità titolata. In occasione di mostre internazionali, Lykhny ha ricevuto una medaglia d'argento e una di bronzo.

Mtatsminda è un vino semisecco da tavola rosa prodotto dal 1984. È preparato dalla tecnologia originale dei vitigni Saperavi, Tavkveri, Asuretuli, Rkats'iteli e altri vitigni coltivati nelle municipalità di Tetritskaro, K'asp'i, Gori e Khashuri. Il vino è caratterizzato da un gusto armonico con un profumo fruttato e un bel colore. La gradazione alcolica è 9-11,5%, zuccheri 1-2%, acidità titolata 5-7 g / l.
- Aguna è un vino rosa semisecco prodotto dal 1984. È ottenuto dai vitigni Saperavi, Cabernet e Rkats'iteli coltivati nella Georgia orientale. Il vino ha un ricco gusto fruttato. La gradazione alcolica è 9-11,5%, zuccheri 1-2%, acidità titolata 5-7 g / l.
- Sachino è un vino semisecco rosa prodotto dal 1984. È prodotto con il metodo originale da Aleksandreuli, Aladasturi, Odzhaleshi, Tsitska, Tsolikauri e altri vitigni coltivati nella Georgia occidentale. Il vino si distingue per un gusto delicato, una moderata estraibilità, un aroma puro e un bel colore. La gradazione alcolica è 9-11,5%, zuccheri 1-2%, acidità titolata 5-7 g / l.

Barakoni è un vino rosso naturalmente semisecco ottenuto dalle varietà di uve Alexandreuli e Mudzhuretuli uniche coltivate nella Georgia occidentale sui ripidi pendii della gola Rioni nelle montagne caucasiche. Questo vino di alta qualità dal colore rubino chiaro ha un profumo fine di viola, dolcezza naturale piacevole e un gusto tenero e armonico. Quando è pronto per l'uso, Barakoni contiene il 10-12% di alcol, l'1,5-2,5% di zucchero e ha il 5-7% di acidità titolata. Il vino è stato prodotto dal 1981.
- Salkhino è un vino da dessert di tipo liquoroso ottenuto dal vitigno Izabella con l'aggiunta di Dzvelshava, Tsolikauri e altri vitigni coltivati nel distretto di Mayakovski (Georgia occidentale). Ha un caratteristico colore rubino o melograno. La gradazione alcolica è del 15%, la gradazione zuccherina 30%, l'acidità titolata 3-7 g / l. Alle competizioni internazionali il vino ha ricevuto 6 medaglie d'oro. È stato prodotto dal 1928
- Alaverdi (bianco e rosso)
- Alazani (Rosso) è un vino semidolce rosso chiaro ottenuto da una miscela 60% Saperavi e 40% Rkats'iteli. Ha vinto 3 medaglie d'oro e 3 medaglie d'argento in concorsi internazionali. Il nome deriva da uno dei principali sistemi fluviali della Georgia che confina con la Georgia con l'Azerbaigian. Il clima è leggermente più caldo rispetto al resto delle regioni vinicole georgiane e dà origine a uve molto più dolci di quelle trovate altrove.
- Rkats'iteli Mtsvani
- Saperavi Dzelshavi

### Bianchi
- Pirosmani è un vino bianco semidolce ottenuto da una miscela di Tsolikauri al 40% e Tsitska al 60%. Ha vinto 3 medaglie d'oro e una medaglia d'argento in concorsi internazionali.
- Ts'inandali è una miscela di uve Rkats'iteli e Mts'vane provenienti dalle micro-regioni di Telavi e Q'vareli nella regione di Kakheti.
- T'vishi è un vino bianco semidolce naturale prodotto da Tsolikauri nella regione di Lechkhumi. Ha vinto una medaglia d'oro, due medaglie d'argento e una medaglia di bronzo nelle competizioni internazionali.
- Mts'vane è un vino bianco secco prodotto da Mtsvani.
- Alaznis Veli è un vino bianco semidolce ottenuto da Rkatsiteii, Tetra, Tsolikauri e altri vitigni industriali coltivati nella Georgia occidentale e orientale. Il vino di colore paglierino ha un profumo caratteristico, un gusto fine, fresco e armonico. Contiene il 9-11% di alcol e ha il 6-7% di acidità titolata.
  - Anakopia è un vino da tavola semisecco bianco prodotto dalla varietà di uva Tsolikauri coltivata nei distretti di Sukhumi e Gudauta in Abkhazia. La gamma dei colori va dal paglierino chiaro al paglierino scuro. Ha un aroma specifico e un gusto fresco e sottile. La gradazione alcolica del vino pronto è 9-11%, zuccheri 1-2 g / 100 ml, acidità titolata 5-8 g / l. Il vino è stato prodotto dal 1978.
- Tbilisuri è un vino rosa semisecco prodotto dal 1984. È ottenuto dai vitigni Saperavi, Cabernet e Rkats'iteli coltivati nella Georgia orientale. Il vino ha un ricco gusto fruttato. La gradazione alcolica è 9-11,5%, zuccheri 1-2%, acidità titolata 5-7 g / l.
- Khikhvi è un vino da dessert bianco vintage ottenuto dalla varietà di uva Khikhvi coltivata a Kardanakhi. Ha un colore ambrato gradevole, un profumo caratteristico e un gusto delicato. La sua forza è di 15 vol.%, Zuccheri 18-20%, acidità titolata 4-8 g / 1. Il vino è stato prodotto dal 1924. In concorsi internazionali ha ricevuto 4 medaglie d'oro.
- Saamo è un vino bianco dolce da dessert vintage ottenuto dal vitigno Rkats'iteli coltivato nei vigneti Kardanakhi del distretto di Gurjaani a Kakheti. Il vino impiega tre anni per maturare. Il vino dal colore dorato ha un profumo fine originale, un gusto gradevole con un profumo di miele armonioso. Quando è pronto per l'uso, il vino contiene il 17% di alcol, il 13% di zucchero e ha 4-6 g / 1 di acidità titolata. È stato prodotto dal 1980. Alle fiere internazionali, Saamo ha ricevuto 4 medaglie d'oro e 1 d'argento.
- Gelati è un vino ordinario bianco secco ottenuto dai vitigni Tsolikauri, Tsitska e Krakhuna coltivati nella Georgia occidentale. Il vino di colore paglierino ha un sapore caratteristico con un sapore fruttato e un gusto fresco e armonico. La sua forza è 10,0-12,5 vol.% E l'acidità titolata 5-8%.
- Kakheti è un vino da tavola bianco ottenuto dai vitigni Rkats'iteli e Mts'vane coltivati a Kakheti. Il vino dal colore ambrato ha un profumo fruttato con un sapore vanigliato. È caratterizzato da un gusto energico, vellutato e armonico. La sua forza è di 10,5-13,0 vol.% E l'acidità titolata 4-6%. Ai concorsi enologici internazionali, il vino Kakheti ha ricevuto una medaglia d'argento e una di bronzo. È stato prodotto dal 1948.
- Bodbe è ottenuto dal vitigno Rkats'iteli nel villaggio di Bodbe nel micro-distretto di Magaro, uno dei luoghi più belli di Kakheti. Il vino ha un colore paglierino chiaro, un profumo fine di fiori di campo e un gusto piacevole e tenero che conferiscono al vino una piccantezza molto stimata dagli intenditori. Il vino pronto contiene il 10,5-11,5% di alcol e ha il 5-7% di acidità titolata.
- Dimi è un vino bianco ordinario di tipo Imereto. È ottenuto dalle varietà di uve Tsolikauri e Krakhuna coltivate in piccole aree a Imereti (Georgia occidentale) con l'antica tecnica locale che consisteva nella fermentazione della polpa dell'uva a cui viene aggiunta una certa quantità di bucce d'uva. Il colore paglierino scuro ha un profumo specifico gradevole con un sapore fruttato, un gusto fresco armonico e una sapida astringenza. La sua forza è 10,5-13,0 vol.% E l'acidità titolata 6,5-8,0%. Il vino è stato prodotto dal 1977.
- Gareji è un vino ordinario bianco secco ottenuto dai vitigni Rkats'iteli e Mts'vane coltivati a Kakheti. Il vino ha un colore che va dal paglierino chiaro all'ambrato, un profumo gradevole e un gusto pieno e armonico. La sua forza è 10,0-12,5 vol.% E l'acidità titolata 4-7%.
- Ereti è un vino ordinario bianco secco ottenuto dai vitigni Rkats'iteli e Mts'vane. Ha colore paglierino, profumo fine e fruttato e gusto pieno, fresco e armonico. La sua forza è 10,0-12,5 vol.% E l'acidità titolata 5-8%.
- Shuamta è un vino secco prodotto dal 1984. È ottenuto dai vitigni Rkats'iteli e Mts'vane secondo la ricetta kakhetiana. Il vino è di colore ambrato o ambrato scuro e ha un gusto armonico moderatamente astringente con un profumo fruttato. La gradazione alcolica è 10-12%, acidità titolata 4-6 g / l, estraibilità superiore a 25 g / l.
- Alazani (bianco), dal nome del fiume Alazani, è un vino semidolce di colore giallo paglierino prodotto al 100% da Rkats'iteli. Il clima della Valle di Alazani è leggermente più caldo di quello di altri vitigni.

### Fortificati
- Kardanakhi è un vino bianco d'annata fortificato del tipo. È ottenuto dal vitigno Rkats'iteli coltivato nei vigneti Kardanakhi del distretto di Gurdzhaani. Il vino matura in botti di rovere per tre anni. Il vino dal colore ambrato ha un gradevole profumo specifico con un tipico sapore di vino porto e una fine fragranza di miele. Contiene il 18% di alcol, il 10% di zucchero e ha il 4-6% di acidità titolata. Ha ricevuto 8 medaglie d'oro e una d'argento internazionali. [Citazione necessaria]
- Anaga è un vino forte di alta qualità di tipo madeira ottenuto dai vitigni Rkats'iteli, Khikhvi e Mts'vane coltivati nei distretti di Gurjaani, Sighnaghi e Dedoplistskaro. Il vino ha un colore dal dorato chiaro all'ambrato scuro, un profumo caratteristico forte, un gusto armonico estrattivo con un tocco di Madeira chiaramente pronunciato. La gradazione alcolica è 19%, zuccheri 4 g / ml, acidità titolata 3 - 7 g / l. Il vino Anaga è stato premiato con 1 medaglia d'argento internazionale. [Citazione necessaria]
- Sighnaghi è un vino forte e ordinario del tipo porto ottenuto dalla varietà di uva Rkats'iteli coltivata nel distretto di Sighnaghi a Kakheti. Il vino dal colore ambrato ha un gusto estrattivo armonico con un tocco fruttato chiaramente pronunciato. La gradazione alcolica 3 g / 100 ml, l'acidità titolata 5 g / l.
- Veria è un porto bianco vintage fortificato ottenuto dai vitigni Rkats'iteli, Mts'vane, Chinuri e altri vitigni commerciali coltivati nella Georgia orientale. Il vino dal colore ambrato ha un profumo particolare e un gusto armonico. Il suo titolo è 18 vol.%, Zuccheri 7%, acidità titolata 3-7 g / 1. In un concorso enologico internazionale ha ricevuto 1 medaglia d'oro. [Citazione necessaria] Il vino è stato prodotto dal 1977.
- Lelo è un vino di tipo porto ottenuto dalle varietà di uve Tsitska e Tsolikauri coltivate nei distretti di Zestaphoni, Terjola, Baghdati e Vani. Il vino ha un gusto ricco e armonico con un profumo fruttato e un bel colore dorato. La gradazione alcolica è 19%, zuccheri 5%, acidità titolata 6 g / l.
- Marabda è un vino di tipo porto ottenuto dal vitigno Rkats'iteli coltivato nei distretti di Marneuli e Bolnisi. Ha un gusto pieno e armonico con un aroma fruttato e un colore dorato chiaro. La gradazione alcolica è 19%, zuccheri 5%, acidità titolata 6 g / l.
- Kolkheti è un porto bianco vintage fortificato ottenuto da Tsolikauri, Tsitska e altre varietà di uve bianche commerciali coltivate nella Georgia occidentale. Il vino dal colore ambrato ha un profumo specifico e un gusto armonico. Il suo titolo è 18 vol.%, Zuccheri 7%, acidità titolata 3-7 g / l. In una competizione internazionale il vino ha ricevuto una medaglia d'argento. È stato prodotto dal 1977.
- Taribana è un vino di tipo porto ottenuto dal vitigno Rkats'iteli coltivato a Kakheti. Il vino ha un gusto leggermente oleoso, un basso contenuto di zucchero e un bel colore. La gradazione alcolica è 19%, zuccheri 5%, acidità titolata 5 g / l.

## Sistema di qualità
La qualità del vino georgiano viene identificata grazie a venti specifiche zone di produzione autorizzate:
| Denominazione    | Regione                            | Città      | Vitigni                                                                                | Colore                       | Tipologia        |
| ---------------- | ---------------------------------- | ---------- | -------------------------------------------------------------------------------------- | ---------------------------- | ---------------- |
| Akhasheni        | Kakheti                            | Gurjaani   | Saperavi                                                                               | Rosso                        | Semi dolce       |
| Ateni, Atenuri   | Shida Kartli                       | Gori       | Chinuri, Goruli Mts'vane, Aligoté                                                      | Bianco                       | Vino spumante    |
| Bolnisi          | Kvemo Kartli                       | Bolnisi    | Rkats'iteli, Chinuri, Goruli Mts'vane, Saperavi, Tavkveri, Shavkapito, Asuretuli Shavi | Bianco, Ambrato, rosé, rosso | Secco            |
| Gurjaani         | Kakheti                            | Gurjaani   | Rkats'iteli, Mts'vane K'akhuri                                                         | Bianco                       | Secco            |
| Kakheti          | Kakheti                            | -          | Rkats'iteli, Mts'vane K'akhuri                                                         | Bianco                       | Secco            |
| Kardenakhi       | Kakheti                            | Gurjaani   | Rkats'iteli, Khikhvi, Mts'vane                                                         | Bianco                       | Vino fortificato |
| Khashmi Saperavi | Kakheti                            | Sagarejo   | Saperavi                                                                               | Rosso                        | Secco            |
| Khvanchkara      | Rach'a-Lechkhumi e Kvemo Svaneti   | Ambrolauri | Aleksandrouli, Mujuretuli                                                              | Rosso                        | Semi dolce       |
| Kindzmarauli     | Kakheti                            | Q'vareli   | Saperavi                                                                               | Rosso                        | Semi dolce       |
| Kotekhi          | Kakheti                            | Gurjaani   | Rkats'iteli, Saperavi                                                                  | Rosso, Bianco                | Secco            |
| Q'vareli         | Kakheti                            | Q'vareli   | Saperavi                                                                               | Rosso                        | Secco            |
| Manavi           | Kakheti                            | Sagarejo   | Mts'vane K'akhuri, Rkats'iteli                                                         | Bianco                       | Secco            |
| Mukuzani         | Kakheti                            | Gurjaani   | Saperavi                                                                               | Rosso                        | Secco            |
| Napareuli        | Kakheti                            | Telavi     | Rkats'iteli, Saperavi                                                                  | Rosso                        | Secco            |
| Sviri            | Imereti                            | Zestafoni  | Tsolik'ouri, Tsitska, Krakhuna                                                         | Bianco                       | Secco            |
| Teliani          | Kakheti                            | Telavi     | Cabernet Sauvignon                                                                     | Rosso                        | Secco            |
| Tibaani          | Kakheti                            | Sighnaghi  | Rkats'iteli                                                                            | Bianco                       | Secco            |
| Ts'inandali      | Kakheti                            | Telavi     | Rkats'iteli, Mts'vane K'akhuri                                                         | Bianco                       | Secco            |
| T'vishi          | Rach'a-Lechkhumi and Kvemo Svaneti | Tsageri    | Tsolik'ouri                                                                            | Bianco                       | Semi dolce       |
| Vazisubani       | Kakheti                            | Gurjaani   | Rkats'iteli, Mts'vane K'akhuri                                                         | Bianco                       | Secco            |

## Normative
La Georgia ha una normativa vinicola che si sta sviluppando rapidamente per adattarsi alle esigenze moderne del mercato del vino. Il sistema di denominazione di origine controllata (DOC) è stato istituito per garantire la qualità e l'autenticità dei vini georgiani, proteggendo le varietà autoctone e le tradizioni vinicole del paese. Tuttavia, la viticoltura in Georgia è ancora fortemente influenzata dalle pratiche tradizionali, con un'attenzione particolare alla sostenibilità e alla protezione dell'ambiente.
Nel 2013, la Georgia ha adottato una legge che regolamenta la produzione del vino, stabilendo criteri rigorosi per la qualità delle uve e la produzione del vino. Questo ha aiutato il paese a guadagnare una maggiore attenzione internazionale e a rafforzare la sua posizione come uno dei principali produttori di vino tradizionale e innovativo nel mondo.
La viticoltura georgiana sta vivendo un periodo di grande fermento, con un crescente interesse sia da parte dei consumatori che dei produttori, che stanno investendo nell'ampliamento delle cantine, nella formazione di nuovi viticoltori e nell'esplorazione di nuove tecniche di vinificazione .